# Stor-Huvudtjärnen
Stor-Huvudtjärnen är en sjö i Örnsköldsviks kommun i Ångermanland och ingår i Moälvens huvudavrinningsområde.